# Washington and Lee University
Washington and Lee University (också känt som Washington and Lee eller W&L) är en privat högskola i Lexington, Virginia, USA. Den grundades 1749 som Augusta Academy
och har sitt nuvarande namn efter den amerikanske presidenten George Washington samt efter sydstatsgeneralen Robert E. Lee, som var skolans rektor från 1865 till sin död 1870.